# Ghettovi
Ghettovi, également connu sous les pseudonymes de Bannou, , Achaobécherie et Vaudou King, de son vrai nom Kossi Mawuena Koumegnanou est un rappeur togolais né à Datcha et d'ethnie Akposso. Il fait du hardcore avec un style mélangé de vaudou, avec son ami et collaborateur Writing Écriture,. Étant également le premier rappeur certifié sur Facebook au Togo avec plusieurs abonnés,.

## Discographie

### Singles
- 2019 : Yébéssé [11]
- 2022 : Chapeau noir  (featuring Writing Écriture)[7] et Manya  (featuring Boris Ket)[12],[13]
- 2022 : Je suis le Gnassingbé du rap game[5]
- 2024 : Outside  (featuring xKja)[14]

## Concerts et scènes
- 2023 : Centre Togolais des Expositions et Foires de Lomé (CETEF) à la 2e édition du Festival La Marmite (FESMA) le 5 mai[8],[15] et au grand marché de Cacaveli dékawowo-simé  le 1er janvier[2].

## Distinctions

### Nomination
- 2023: Nomination à la 12e édition des Heroes 228 pour la chanson Ghetto Love  (featuring Lauraa) produit par Mr Kurones[16] et lauréat en tant qu'artiste de l'année par Gnadoè Magazine[17].